# سد دشت پلنگی
سد دشت پلنگ یک سد مخزنی در دست ساخت در منطقه دشت پلنگ و شهرستان دشتی استان بوشهر است که بر روی رودخانه دشت پلنگ، یکی از سرشاخه‌های رودخانه مند قرار دارد. این سد از نوع خاکی و بتنی FSHD دارای مخزنی به حجم ۱۵۰ میلیون متر مکعب خواهد بود.

## اهداف ساخت سد
بر اساس برنامه‌ریزی منابع آب سد، تأمین آب آشامیدنی مورد نیاز شهرستان دشتی به‌طور متمرکز و سراسر استان از محل خط آبرسانی سراسری کوثر و همچنین تأمین آب صنعت (عمدتاً مناطق پارس شمالی و جنوبی) از مهم‌ترین اهداف ساخت این سد است. حدود ۹۰٪ آب در شبکه تحت فشار استان بوشهر با انتقال آب از استان‌های همجوار تأمین می‌شود. طبق برنامه شرکت آب و فاضلاب بوشهر با بهره‌برداری از طرح‌های آب شیرین کن و سدهای در دست احداث بر روی رودهای منتهی به دریا نیازهای آبی این استان را تا افق ۱۴۰۴ به شکل کاملی تأمین می‌شود.

## مشخصات
سد دشت پلنگ در بخش شنبه و طسوج شهرستان دشتی در فاصله ۱۵۵ کیلومتری جنوب شرقی بوشهر واقع است. سد دشت پلنگ از نوع خاکی و بتنی FSHD بوده، ارتفاع سد دشت پلنگ ۵۶ متر، طول تاج آن ۱۰۳۰ متر و حجم مخزن آن نیز ۱۵۰ میلیون مترمکعب است و قادر است طبق برنامه تخصیص آب سالانه ۷۲ میلیون متر مکعب آب تنظیمی شرب و صنعت را تأمین می‌کند.

## تأمین اعتبار پروژه
هزینه ساخت این سد از طریق فاینانس خارجی به میزان ۳۲۵ میلیون یوان چین (۴۴٫۸ میلیون دلار آمریکا) تأمین شده‌است که ۸۵ درصد آن از سوی فاینانسور خارجی و ۱۵ درصد از سوی کارفرما (داخلی) تأمین شده‌است. با اینکه در تامین مالی با فاینانس زمان اتمام پروژه برای محاسبه اقتصادی بودن پروژه بسیار مهم است ولی در ۳ سال اول شروع ساخت سد یعنی از سال ۱۳۹۷ تا پایان دولت دوازدهم پروژه تنها ۱۱٪ پیشرفت فیزیکی داشته‌است. آب تامین شده توسط این سد در بشکه انتقال قابل جایگزینی با آب تولیدی آب شیرین کن‌های استان می‌باشد که برای تولید هر متر مکعب آن در حدود ۰٫۸–۰٫۵ دلار هزینه می‌شود.

## مناب
1. ↑  «سد دشت پلنگ دشتی تا ۲ سال دیگر به بهره‌برداری خواهد رسید». www.irna.ir. دریافت‌شده در ۲۰۲۳-۱۱-۱۶.
2. ↑  «خبرگزاری فارس - ترمیم خط دوم انتقال آب بوشهر». خبرگزاری فارس. ۲۰۱۳-۰۸-۱۹. دریافت‌شده در ۲۰۲۳-۱۱-۱۷.
3. ↑  «ناگفتنی‌های داستان هزارویک‌شب تأمین و توزیع آب بوشهر». www.irna.ir. دریافت‌شده در ۲۰۲۳-۱۱-۱۷.
4. ↑  نیوز، خارگ. «روند احداث سد «دشت‌پلنگ» سرعت گرفته‌است». خارگ نیوز. دریافت‌شده در ۲۰۲۳-۱۱-۱۶.[پیوند مرده]
5. ↑  «استاندار بوشهر: پیشرفت سد دشت پلنگ شهرستان دشتی به ۳۵ درصد رسید». www.irna.ir. دریافت‌شده در ۲۰۲۳-۱۱-۱۶.